# Rhynchochydorus australiensis
Rhynchochydorus australiensis là một loài động vật giáp xác thuộc họ Chydoridae. Nó là loài đặc hữu của Úc.